# Koenjihyakkei
Koenjihyakkei (jap. 高円寺百景, Kōenji Hyakkei) ist eine japanische Zeuhl-Band, die Anfang der 1990er Jahre gegründet wurde.

## Bandgeschichte
Die Band wurde von Ruins-Schlagzeuger Tatsuya Yoshida ins Leben gerufen. Im Jahr 1994 erschien das Debütalbum mit Aki Kubota von Bondage Fruit, Ryuichi Masuda von Ruins und Shigekazu Kuwahara. Koenjihyakkei spielten darauf Zeuhl japanischer Prägung mit kobaïanischen Chören und dominierenden Bass- und Schlagzeugrhythmen. Danach fanden für jede Veröffentlichung Besetzungswechsel und auch stilistische Entwicklungen statt. 
Der Name der Band bedeutet etwa „Hundert Ansichten von Kōenji“, ebenso wie der englischsprachige Titel des Debütalbums. Kōenji ist ein Stadtteil von Tokyo.

## Rezeption
Auf den Babyblauen Seiten wurden alle sieben dort rezensierten Veröffentlichungen der Band von verschiedenen Rezensenten mit „Gut“ (5) oder „Sehr gut“ (2) bewertet (10 oder mehr von 15 möglichen Punkten). Allmusic bewertet die ersten beiden Alben mit je 4,5 und das dritte mit 3,5 von 5 möglichen Sternen.

## Diskografie
Studioalben
- 1994: Hundred Sights of Koenji
- 1997: Viva Koenji!
- 2001: Nivraym
- 2005: Angherr Shisspa
- 2018: Dhorimviskha

Videoalben
- 2002: Live at Star Pine’s Cafe
- 2006: Live at Doors
- 2008: 070531
- 2010: Live at Koenji High